# Guillermo de Hesse
Guillermo de Hesse y del Rin (Bessungen, 16 de noviembre de 1845 - Darmstadt, 24 de mayo de 1900) fue un príncipe y militar alemán miembro de la casa de Hesse.

## Biografía
Fue el cuarto y menor de los hijos del matrimonio formado por Carlos de Hesse e Isabel de Prusia. Sus hermanos fueron Luis (futuro gran duque de Hesse como Luis IV), Enrique y Ana. Tras el matrimonio de su hermano Luis con la princesa Alicia del Reino Unido, compartió una estrecha relación con el hermano de esta, Alfredo. También tuvo una gran amistad con su primo Luis de Baviera (en 1864, rey de Baviera como Luis II).
Participó en las guerras austro-prusiana y franco-prusiana. En 1862, comenzó su carrera militar en el ejército granducal de Hesse. En 1866 participó en la guerra austro-prusiana como adjunto a su tío Alejandro, en el octavo cuerpo del ejército federal alemán. En 1870 también participó en la guerra franco-prusiana. Realizó sucesivos progresos en la jerarquía militar, llegando a ser general de infantería en 1890. Vivió principalmente en Darmstadt, donde mandó construir un palacio denominado Rosenhöhe, hoy desaparecido.

## Matrimonio y descendencia
Al igual que su hermano Enrique, que también contrajo matrimonios morganáticos, Guillermo se uniría en una unión de este tipo con Josefina Bender, el 24 de febrero de 1884 en la localidad francesa de Lorry, cercana a Metz. El 15 de abril de ese mismo año, Josefina sería titulada señora (frau) de Lichtenberg por su cuñado Luis IV de Hesse. El matrimonio tendría un hijo, Godofredo de Lichtenberg (1877-1914) que sería oficial en el ejército prusiano. Contrajo matrimonio con Isabel Müller y murió en la localidad francesa de Esternay.

## Títulos, órdenes y cargos

### Títulos
- Su Alteza Granducal el príncipe Guillermo de Hesse.[1]

### Órdenes

#### Gran ducado de Hesse
- Caballero gran cruz de la Orden de Luis. (11 de abril de 1862)[1]
- Caballero gran cruz de la Orden de Felipe el Magnánimo.[1] (15 de abril de 1862)

#### Extranjeras
- Caballero de la orden del León Dorado.[1] (2 de noviembre de 1865, Electorado de Hesse)
- Condecorado con la Cruz de Hierro de primera clase.[1] (

 Reino de Prusia)
- Caballero de la orden de San Huberto.[1] ( Reino de Baviera)
- Caballero gran cruz de la orden de Leopoldo.[1] ( Reino de Bélgica)
- Caballero gran cruz de la orden de la Corona Wéndica.[1] ( Gran Ducado de Mecklemburgo-Schwerin, Gran Ducado de Mecklemburgo-Strelitz)
- Condecorado con la Cruz del Mérito Militar.[1] ( Gran Ducado de Mecklemburgo-Schwerin, Gran Ducado de Mecklemburgo-Strelitz)
- Caballero gran cruz con corona de la Orden de Pedro Federico Luis.[1] (Gran Ducado de Oldenburgo)
- Caballero de la orden de San Andrés.[1] ( Imperio ruso)
- Caballero de la orden de San Alejandro Nevsky.[1] ( Imperio ruso)
- Caballero de la orden del Águila Blanca.[1] ( Imperio ruso)
- Caballero de primera clase de la orden de Santa Ana.[1] ( Imperio ruso)
- Caballero de cuarta clase de la orden de San Jorge.[1] ( Imperio ruso)

### Cargos
- Miembro de la Primera Cámara de los Estados del Gran Ducado de Hesse.